# Al-Sadd SC Doha
L'Al-Sadd Sports Club (àrab: نادي السد الرياضي, Nādī as-Sadd ar-Riyāḍī, ‘Club Esportiu d'as-Sadd') és un club poliesportiu qatarià de la ciutat de Doha. És especialment conegut pel seu equip de futbol, que és el que més títols ha aconseguit del país, tant en la lliga nacional com a la Copa de l'Emir. És, a més, l'únic club de Qatar que ha conquistat la Lliga de Campions de l'AFC, torneig que ha guanyat en dues ocasions. El seu equip de futbol juga actualment en la Qatar Stars League. El club compta també amb seccions de bàsquet, handbol, voleibol, atletisme i tennis de taula.

## Història

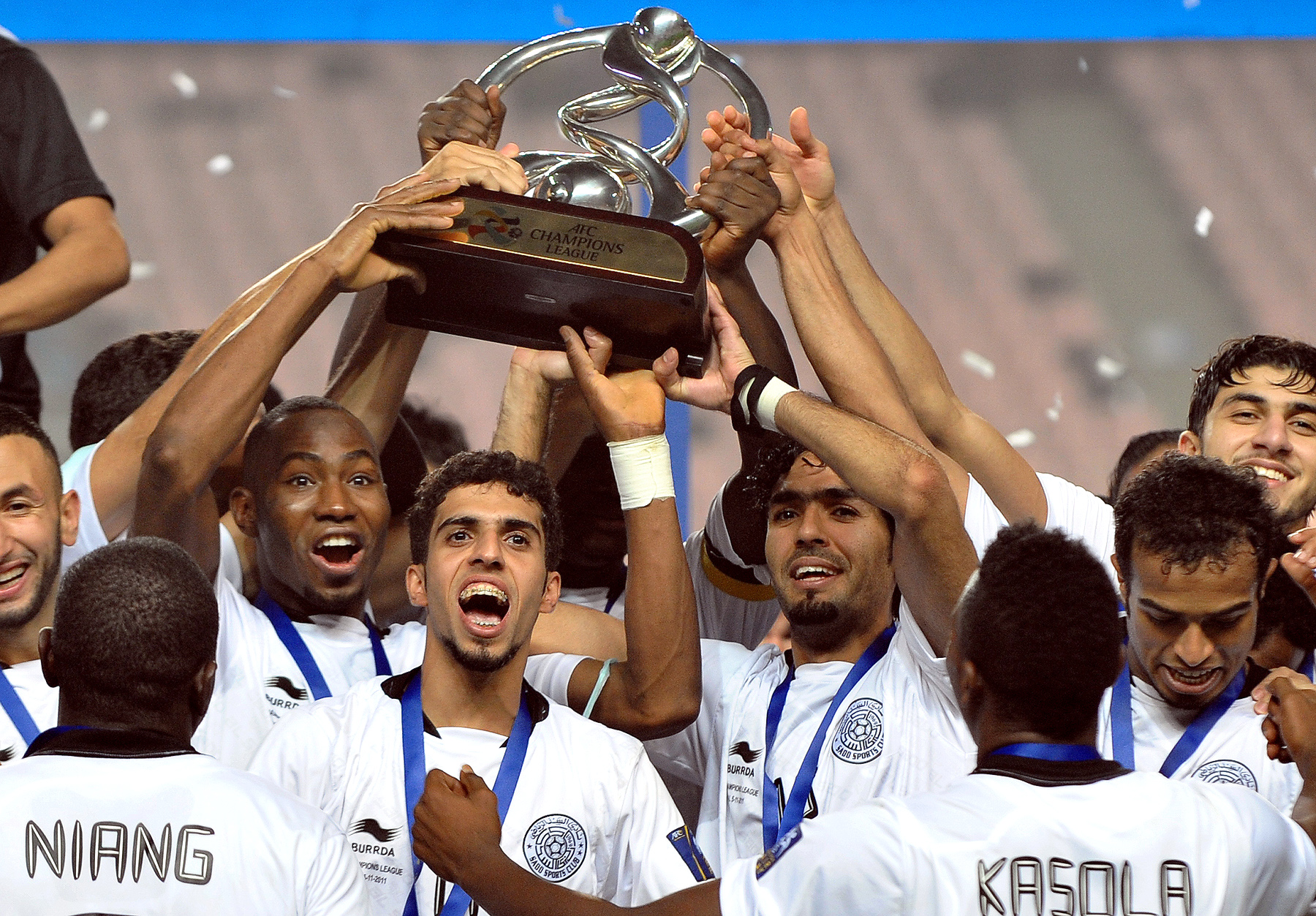
Al Sadd el 2011.

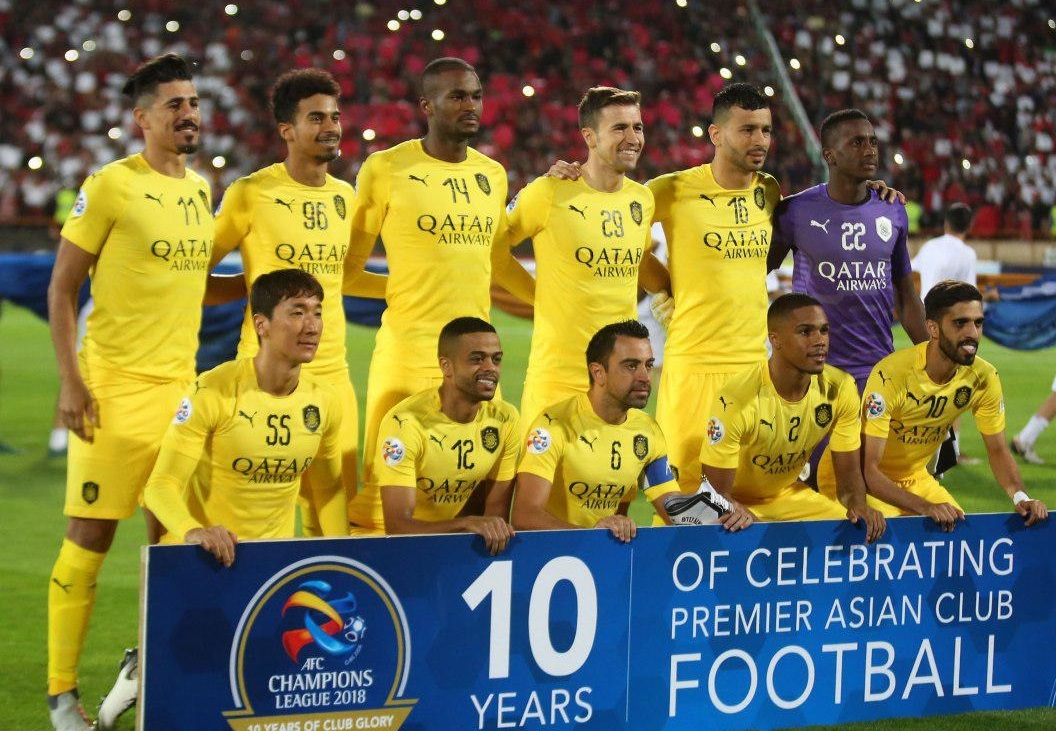
Al Sadd vs Persepolis el 2018.

### Inicis del club (1969–1991)
El club va ser creat per un grup d'estudiants que jugaven junts a futbol en el barri d'Al-Farij, de Doha. Un dels estudiants, Nasser bin Moubarak Al Ali, va ser qui va sol·licitar al xeic Jassem bin Hamad l'autorització per a la fundació del club, que va tenir lloc el 21 d'octubre de 1969.
El seu primer títol no va trigar en arribar, guanyant la Lliga de Qatar la temporada 1971/72. Un campionat que va inaugurar dues dècades d'èxits, que el van situar entre els millors clubs del país, conquerint vuit lligues (1972, 1974, 1979, 1980, 1981, 1987, 1988 i 1989) i set Copes de l'Emir (1975, 1977, 1985, 1986, 1988 i 1991), així com el seu primer títol internacional: el Campionat Asiàtic de Clubs el 1989. Amb dos gols de Khalid Salman i un de Mohammed Ghanim, l'Al-Sadd va superar l'Al-Rasheed iraquià, convertint-se en el primer club àrab en conquerir el màxim torneig de clubs d'Àsia.

## Palmarès
- Lliga de Campions de l'AFC:

1988
- Copa de Clubs Campions del Golf:

1991
- Lliga de Campions aràbiga de futbol:

2001
- Lliga qatariana de futbol:[3]

1971, 1974, 1977, 1980, 1981, 1987, 1988, 1989, 2000, 2004, 2006, 2007, 2013, 2019, 2021, 2022, 2024, 2025
- Copa de l'Emir de Qatar:[4]

1975, 1977, 1982, 1985, 1986, 1988, 1991, 1994, 2000, 2001, 2003, 2005, 2007, 2014, 2015, 2017
- Copa Príncep de la Corona de Qatar:[4]

1998, 2003, 2006, 2007, 2008, 2017, 2020
- Copa del Xeic Jassem de Qatar:[4]

1978, 1979, 1980, 1982, 1986, 1987, 1989, 1991, 1998, 2000, 2002, 2007, 2014, 2017, 2019
- Copa de les Estrelles de Qatar:[4]

2010, 2020

## Jugadors destacats
- Mauro Zárate
- Romário
- Marcio Emerson Passos
- Xavi Hernández
- Gabi
- Raúl González
- Carlos Tenorio
- Frank Leboeuf
- Abédi Pelé
- Ali Daei
- Karim Bagheri
- Hossein Kaebi

## Altres seccions
A més del futbol, el club té seccions en altres esports com handbol, basquetbol, voleibol, tennis taula i atletisme.